# Bothrops jararacussu
Bothrops jararacussu là một loài rắn trong họ Rắn lục. Loài này được Lacerda mô tả khoa học đầu tiên năm 1884.
Đây là một loài rắn nọc độc cao đặc hữu của Nam Mỹ. Đây là một trong những loài rắn đáng sợ nhất ở Nam Mỹ và có thể dài tới 2,20 mét. 

## Hình ảnh

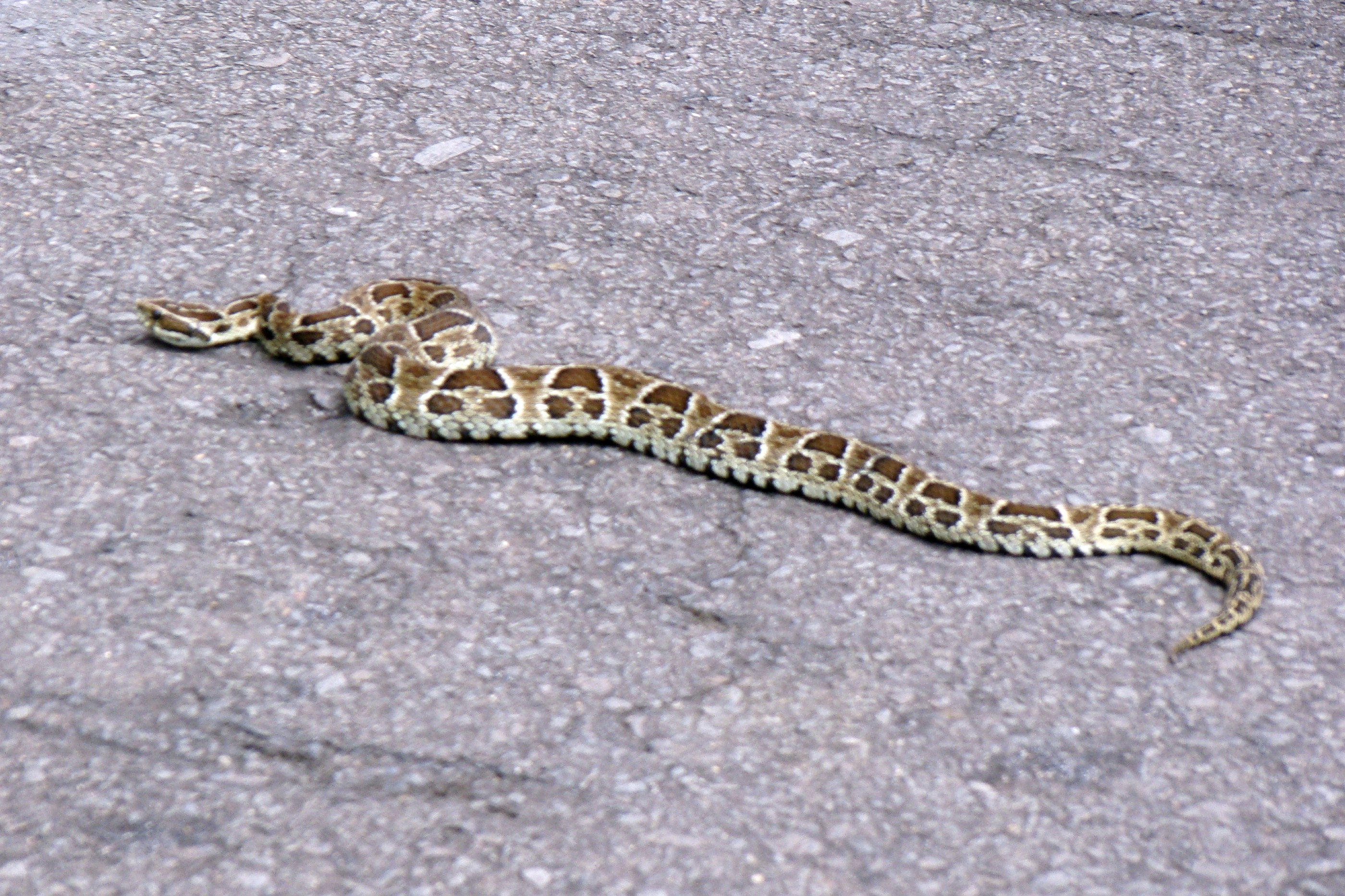
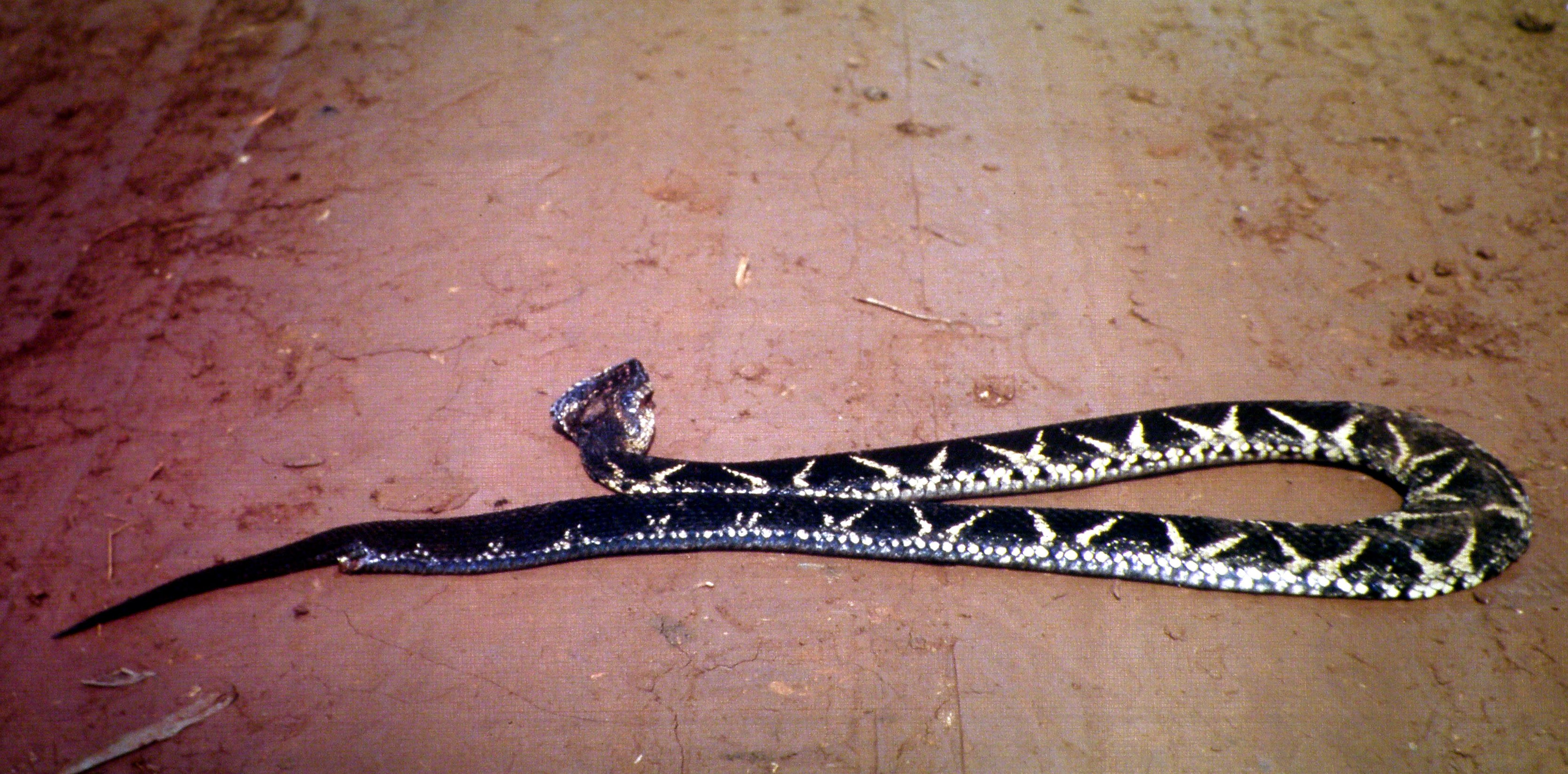
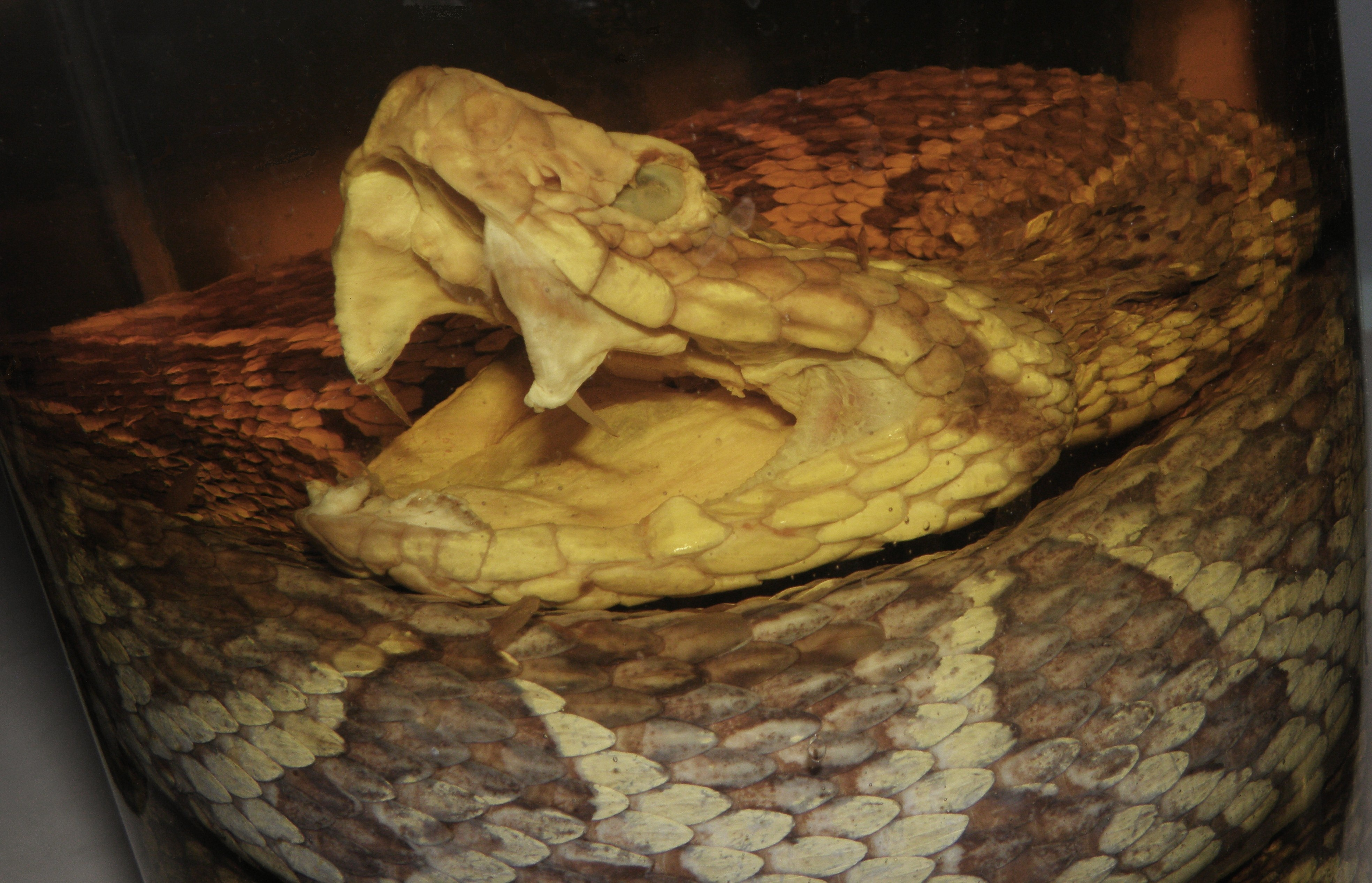